# Nuisement
Nuisement era una comuna francesa que estaba situada en el departamento de Eure, de la región de Normandía, que en 1845 pasó a formar parte de la comuna de Manthelon.

## Demografía
| Gráfica de evolución demográfica de Nuisement entre 1793 y 1841 |
|                                                                 |

Los datos demográficos contemplados en este gráfico se han cogido de la página francesa EHESS/Cassini.